# Guillem de Llívia
|  | Per a altres significats, vegeu «Sant Guillem (desambiguació)». |

Guillem de Llívia (Comtat de Tolosa?, s. XI - Sant Jaume d'Alf, prop de Llívia, s. XI) és un personatge, potser llegendari, que segons la tradició morí a Sant Jaume d'Alp, prop de Llívia. És venerat com a sant localment.

## Llegenda
La llegenda diu que Guillem era un capellà o un estudiant que, des de Tolosa, anava en pelegrinatge cap a Sant Jaume de Galícia al segle xi. Emmalaltí en passar per Isòvol i, sentint-se morir, demanà per una capella dedicada a Sant Jaume el Major; anà a la capella d'un mas que hi era dedicada, Sant Jaume d'Alf (antic llogaret situat a l'actualment Mas Revellat, entre les poblacions All i Olopte) i, després de pregar-hi, hi morí.

## Veneració
Fou sebollit al cementiri i, passat un temps, una resplendor lluí sobre la seva tomba; una dona cega a qui li havien explicat s'encomanà al sant que hi hagués i recobrà la vista. Ho explicà i, llavors, dos nobles de Llívia traslladaren d'amagat les seves restes fins a la prada de Llívia, on en memòria seva es construí l'esglesiola, actual ermita de Sant Guillem de la Prada, de gran devoció a la contrada. El cap del sant quedà a Sant Jaume d'Alf. Cal especificar que Sant Jaume d'Alf era la capella del llogaret d'Alf, aquest estava situat a prop de l'ermita de Santa Maria de Quadres, "domus hospitalis" del Camí de Sant Jaume de la Cerdanya. Actualment el llogaret d'Alf i la seva capella han desaparegut, és per aquest motiu que, habitualment, es confon Alf amb Alp.
La seva llegenda es confongué amb la de Sant Guillem de Vercelli, sant real també celebrat al juny i altres sants del mateix nom, i s'hi barrejà. Segons aquestes versions, Guillem es retirà, al segle viii, a fer vida eremítica al Canigó, i hi amansí un ferotge drac que hi vivia, tradició corresponent a Sant Guillem el Gran.
Mossèn Cinto Verdaguer recollí la llegenda original de Guillem a la rondalla Sant Guillem de Llívia; és aquesta llegenda, la del sant pelegrí, la que també figura als goigs del sant, tot i que el gravat que s'hi posa habitualment és el d'un bisbe, com correspon al sant italià. És venerat com a sant patró de Llívia, amb festes el tercer diumenge de juny.